# Miassita
La miassita és un mineral de la classe dels sulfurs. Rep el seu nom del riu Miass (Rússia), la seva localitat tipus.

## Característiques
La miassita és un sulfur de rodi, de fórmula química Rh17S15. Va ser aprovat com a espècie vàlida per l'Associació Mineralògica Internacional l'any 1997. Cristal·litza en el sistema isomètric. La seva duresa a l'escala de Mohs oscil·la entre 5 i 6.
Segons la classificació de Nickel-Strunz, la miassita pertany a «02.AC: Aliatges de metal·loides amb PGE» juntament amb els següents minerals: UM2004-45-Se:AgHgPd, pal·ladseïta, UM2000-47-S:CuFePdPt, oosterboschita, chrisstanleyita, jagueïta, keithconnita, vasilita, tel·luropal·ladinita, luberoïta, oulankaïta, telargpalita, temagamita, sopcheïta, laflammeïta i tischendorfita.

## Formació i jaciments
Va ser descoberta l'any 1981 al riu Miass, a l'óblast de Txeliàbinsk (Urals, Rússia). També n'ha estat descrita als següents indrets: al riu Salmon (Alaska, Estats Units), a la granja Maandagshoek (Limpopo, Sud-àfrica), a Freetown (Sierra Leone), a la mina de crom de Tiébaghi (Nova Caledònia) i dues localitats canadenques: Burwash (Yukon) i Thetford (Quebec).